# Herbert Bittcher
Herbert Bittcher (* 6. Februar 1908; † 12. Januar 1944 in Berlin-Tegel oder am 22. Januar 1944 im Zuchthaus Brandenburg-Görden) war ein deutscher Widerstandskämpfer gegen den Nationalsozialismus und Opfer des Nationalsozialismus.

## Leben

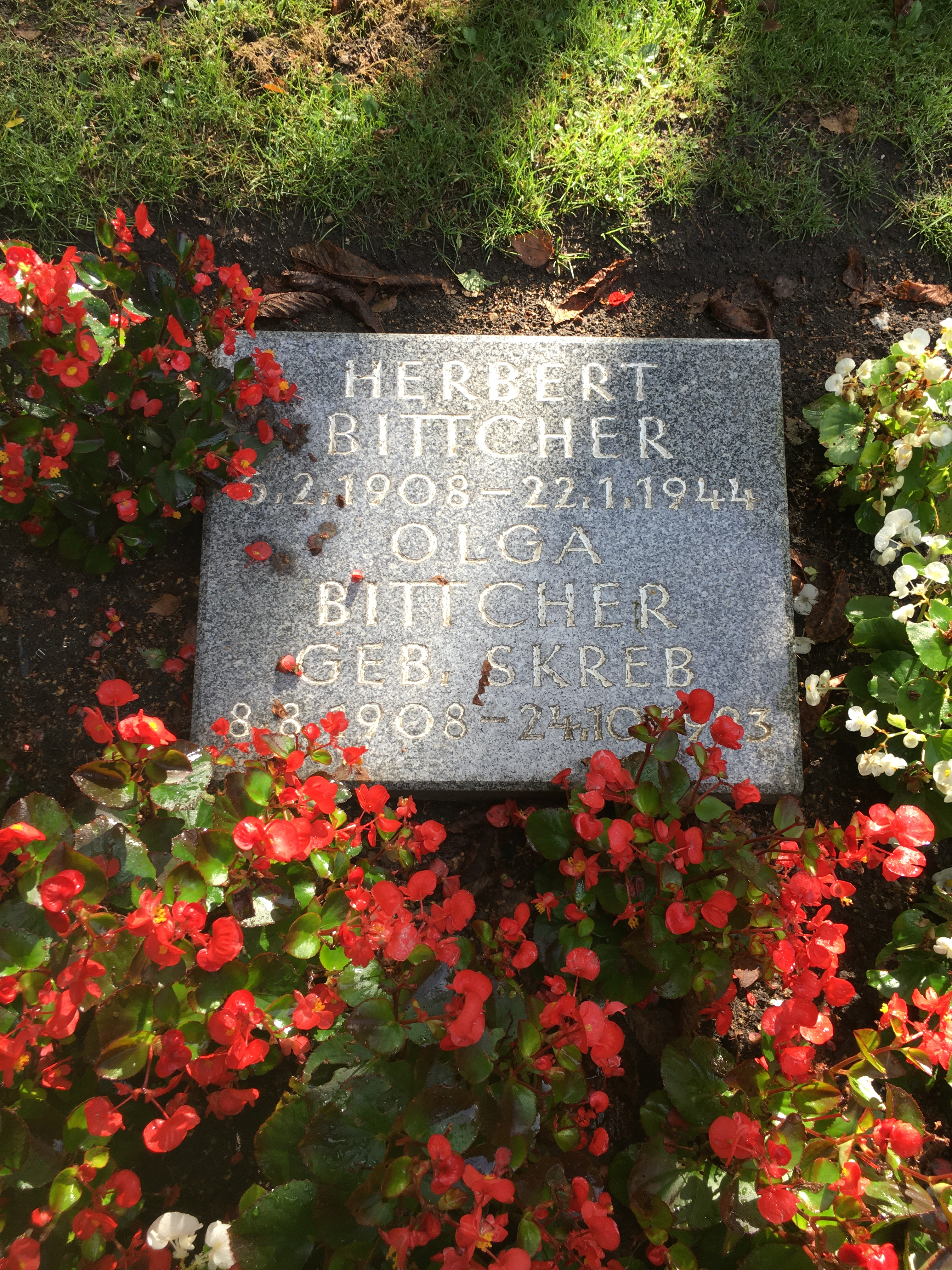
Grabstätte Herbert Bittcher

Bittcher erlernte nach dem Besuch der Volksschule einen kaufmännischen Beruf und arbeitete als Angestellter. Er trat in die Sozialdemokratische Partei Deutschlands (SPD) ein und engagierte sich in den Jahren der Weimarer Republik gegen den aufkommenden Nationalsozialismus. 1933 verließ er die SPD und trat in die Kommunistische Partei Deutschlands (KPD) ein. Seine letzte Arbeitsstelle war die eines Werkmeisters bei den Hamburger Phoenix Gummiwerken. Hier kam er mit Angehörigen der Bästlein-Jacob-Abshagen-Widerstandsgruppe in Verbindung. Er beteiligte sich an deren Bemühen um Solidarität mit ausländischen Zwangsarbeitern bzw. Sabotageaktionen. Als diese Tätigkeit bekannt wurde, verhaftete ihn die Gestapo. Vor einem Gericht wurde ihm der Prozess wegen „Vorbereitung zum Hochverrat“ gemacht, in dem am 12. Januar 1944 das Todesurteil ausgesprochen wurde. Daraufhin wurde er am 22. Januar 1944 im Zuchthaus Brandenburg hingerichtet – nach einer anderen Quelle wählte er bereits am 12. Januar in Berlin-Tegel den Freitod.
Herbert Bittcher wurde auf dem Ehrenfeld der Geschwister-Scholl-Stiftung innerhalb des Hamburger Friedhofs Ohlsdorf beigesetzt. Der Kissenstein nennt den 22. Januar als Sterbedatum.

## Ehrungen
- 1984 wurde im Hamburger Stadtteil Wilstorf des Bezirks Harburg eine Straße als Bittcherweg benannt.[4]
- In der Lönsstraße 35 in Hamburg-Wilstorf und in der Wilstorfer Straße 4 vor dem Phoenixwerk in Hamburg-Harburg wurden von dem Aktionskünstler Gunter Demnig zu seinem Gedenken je ein Stolperstein verlegt.